# Bomilcare (ammiraglio)
Bomilcare (III secolo a.C.) è stato un ammiraglio cartaginese.

## Biografia
Combatté durante la seconda guerra punica, che vedeva Cartagine battersi contro Roma per il controllo del Mar Mediterraneo. Fu presente alla Battaglia di Canne (216 a.C.). Con i soldati inviati da Cartagine per rinforzo, insieme ad elefanti e rifornimenti, si avvicinò a Locri (215 a.C.). Poi lo stesso, riuscendo ad evitare di essere sorpreso dal pretore, Appio Claudio Pulcro, raggiunse Annone nel Bruzio. Si lasciò alle spalle i Locresi che, poco dopo, chiusero le porte della loro città in faccia ai Romani. Appio allora preferì tornare con la flotta a Messina.
Bomilcare fu al comando della flotta cartaginese durante l'Assedio di Siracusa. Era padre di Annibale, il quale assediò senza successo la città di Iliturgi (nei pressi della moderna Mengíbar), che era passata dalla parte dei Romani, insieme ai due fratelli Barca, Asdrubale e Magone.
Nel 214 a.C., fu inviato con 55 navi in aiuto di Siracusa, poi assediata dai Romani, ma, trovandosi incapace di far fronte alla superiorità del nemico, si ritirò in Africa. Due anni dopo (nel 212 a.C.), è inviato ancora a Siracusa con 100 navi. A seguito di una pestilenza morirono Ippocrate e Imilcone, allora Bomilcare tornò a Cartagine per sollecitare degli aiuti. Partito da Cartagine con 130 navi da guerra e 700 da carico, incontrò venti abbastanza favorevoli per raggiungere la Sicilia, ma quegli stessi venti gli impedirono di superare il promontorio Pachino. Epicide, venuto a conoscenza delle difficoltà incontrate dalla flotta cartaginese e temendo che potesse tornarsene in Africa, consegnò l'Acradina ai capi dei soldati mercenari e partì con la flotta per andare incontro a Bomilcare. Raggiunto l'ammiraglio cartaginese, Epicide lo spinse a tentare la fortuna con uno scontro in mare contro i Romani. Marcello allora, avendo saputo che i Siculi stavano raccogliendo un esercito per attaccarlo via terra e che Bomilcare era ormai prossimo alla città, sebbene il proconsole romano disponesse di un numero di navi inferiore, decise di impedire all'ammiraglio cartaginese l'accesso a Siracusa.
Non appena il vento Euro cessò di soffiare, Bomilcare e Epicide mossero da capo Pachino in direzione di Siracusa. Come l'ammiraglio cartaginese vide avvicinarsi la flotta romana nei pressi del promontorio, assalito da improvvisa paura, prese il largo e inviò messi ad Eraclea Minoa con l'ordine di far tornare indietro in Africa, tutte le navi da carico. Egli stesso, invece, oltrepassata la Sicilia si diresse verso Taranto. Epicide, appena si accorse che non vi erano più speranze di raggiungere Siracusa, fece vela su Agrigento in attesa di sapere cosa sarebbe accaduto, più che preparare qualche piano per soccorrere la sua città.
In seguito, quando i Romani stavano assediando Taranto, l'ammiraglio cartaginese, Bomilcare, che era stato inviato con un'ingente flotta per dare una mano agli assediati, non riuscendo a dare alcun aiuto alla città assediata, circondata da ogni parte dei Romani, esaurì tutte le sue scorte di cibo e fu costretto ad andarsene.